# La forza (Lied)
La forza [la ˈfɔrtsa] (italienisch für „Die Kraft“) ist ein Lied der estnischen Opernsängerin Elina Netšajeva, das am 22. Januar 2018 von Timulition veröffentlicht wurde. Mit ihrem Lied trat Netšajeva beim Eurovision Song Contest 2018 in Lissabon (Portugal) an, wo sie im Finale mit 245 Punkten den achten Platz erreichte.

## Musikalisches und Inhalt
Komponiert wurde das Lied von Mihkel Mattisen und Timo Verndt. Mihkel Mattisen war bereits 2013 für den estnischen Beitrag beim Eurovision Song Contest 2013, „Et uus saaks alguse“, vorgetragen von Birgit, verantwortlich. Ebenso war Timo Verndt bereits 2014 für einen estnischen Beitrag beim ESC als Komponist tätig, nämlich für Tanyas Lied „Amazing“. Den Text hat Netšajeva gemeinsam mit Ksenia Kuchukova, einer Kollegin von der Tallinner Oper, aus verschiedenen italienischen Opern zusammengesucht. Er handelt von der Kraft der Liebe, die für Liebende immer ein Wegweiser sei.

## Eurovision Song Contest
Mit dem Lied „La forza“ repräsentierte Elina Netšajeva Estland beim Eurovision Song Contest 2018, nachdem sie den estnischen Vorentscheid Eesti Laul 2018 gewann. Im ersten Halbfinale erreichte das Lied mit 201 Punkten den fünften Platz, wodurch sich Estland zum ersten Mal seit drei Jahren für das Finale qualifizieren konnte. Dort erreichte Elina Netšajeva mit 245 Punkten den achten Platz.
Während ihres Auftritts beim ESC trug Netšajeva ein acht Kilogramm schweres und 52 Quadratmeter großes Projektionskleid, das vor ihrem Auftritt mit der Sängerin drinnen binnen 35 Sekunden mit der Hilfe von sechs Menschen auf die Bühne transportiert wurde.